# Aeroportul Baillif
Aeroportul Baillif (IATA: BBR, ICAO: TFFB) este un aeroport din Franța ce deservește zona Basse-Terre. Aeroportul a fost tranzitat în 2006 de 41 de pasageri.
Situat la o altitudine de 20 m, aeroportul dispune de o singură pistă.